# Miles Ahead
Cet article concerne l'album de Miles Davis. Pour ne pas confondre avec son film, voir Miles Ahead.
Albums de Miles Davis
'Round About Midnight Milestones
Miles Ahead est un album de cool jazz de Miles Davis paru en 1957. C'est le premier album de Davis enregistré avec Gil Evans, avec qui il travaillera beaucoup. Il a été enregistré en cinq sessions, la dernière uniquement avec Miles.
La piste The Maids of Cadiz est une orchestration d'une mélodie du compositeur français Léo Delibes, dont le titre original est Les Filles de Cadix.

## Liste des pistes
| Piste | Titre du morceau                            | Compositeur             | Durée |
| ----- | ------------------------------------------- | ----------------------- | ----- |
| 1.    | Springsville                                | John Carisi             | 3:27  |
| 2.    | The Maids of Cadiz                          | Léo Delibes             | 3:53  |
| 3.    | The Duke                                    | Dave Brubeck            | 3:35  |
| 4.    | My Ship                                     | Ira Gershwin/Kurt Weill | 4:28  |
| 5.    | Miles Ahead                                 | Miles Davis/Gil Evans   | 3:29  |
| 6.    | Blues for Pablo                             | Gil Evans               | 5:18  |
| 7.    | New Rhumba                                  | Ahmad Jamal             | 4:37  |
| 8.    | The Meaning of the Blues                    | Bobby Troup/Worth       | 2:48  |
| 9.    | Lament                                      | Jay Jay Johnson         | 2:15  |
| 10.   | I Don't Wanna Be Kissed (By Anyone But You) | Elliott/Spina           | 3:05  |

## Instruments et interprètes
- Bugle : Miles Davis

Le groupe l'accompagnant a varié selon les sessions d'enregistrement :
- Trompette : Bernie Glow (principal), Ernie Royal, Louis Mucci, Taft Jordan, John Carisi
- Trombone (instrument) : Frank Rehak, Jimmy Cleveland, Joe Bennett
- Trombone basse : Tom Mitchell
- cor : Willie Ruff et Tony Miranda (Jimmy Buffington remplaçant Miranda pour une session)
- Tuba : Bill Barber
- Saxophone alto : Lee Konitz
- Clarinette basse : Danny Bank
- Flûte et clarinette : Romeo Penque et Sid Cooper (Edwin Caine remplaçant Cooper pour une séance)
- Contrebasse : Paul Chambers
- Batterie : Art Taylor
- Piano : Wynton Kelly, non crédité (sur le titre Springsville)[1].